# ICE 1

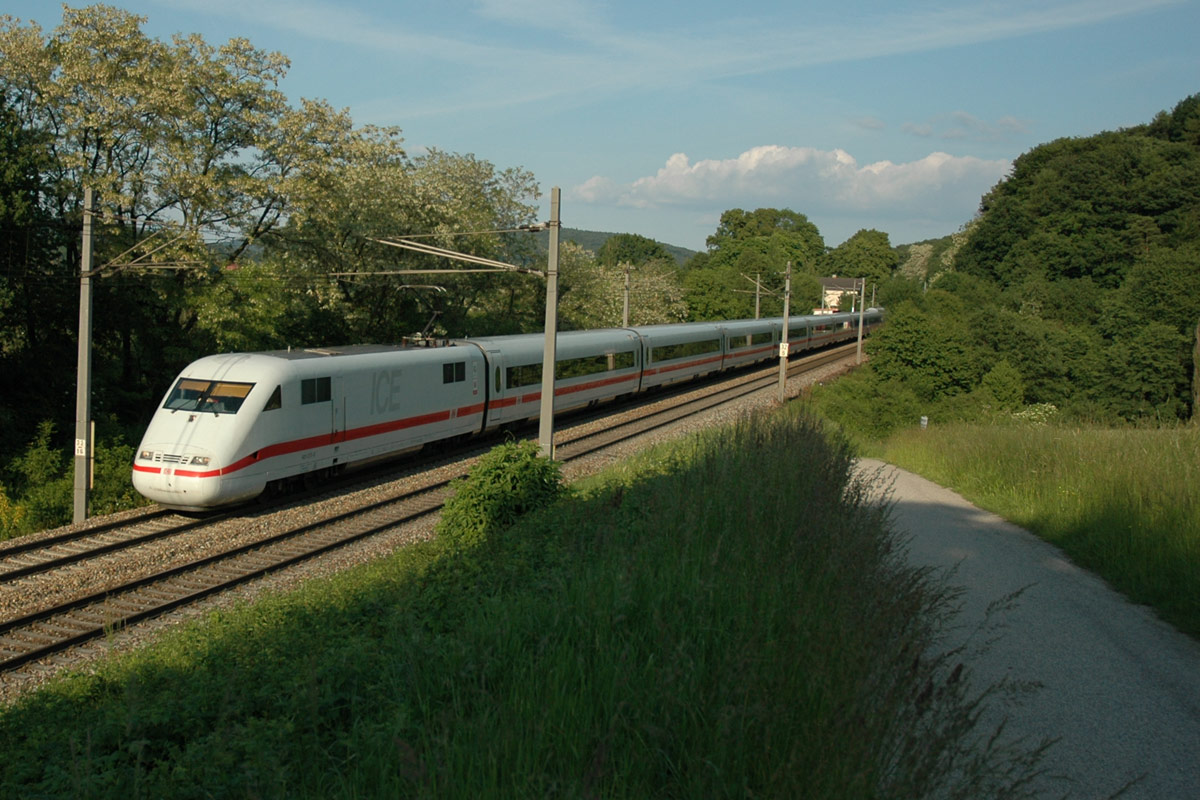
ICE 1

ICE 1 představují vysokorychlostní vlakové soupravy německého železničního dopravce Deutsche Bahn, vyráběné společností Siemens v období let 1989 až 1993. Maximální rychlost ICE 1 je 280 km/h. 
Jednotky jsou složeny ze dvou hnacích krajních vozů řady 401 a až 14 vložených vozů označených řadami 801 – 804. Hnací i vložené vozy je možné kombinovat s hnacími i vloženými vozy jednotek ICE 2.
Tyto jednotky budou[kdy?] nahrazeny prostornějšími jednotkami ICE 4.[zdroj?]

## Napájecí soustava
- 15 kV 16,7 Hz